# Kap Rymill
Das Kap Rymill ist ein steiles Felsenkliff aus metamorphem Gestein an der Wilkins-Küste des Palmerlands auf der Antarktischen Halbinsel. Es ragt aus der Eiskappe gegenüber dem mittleren Abschnitt der Hearst-Insel in die Stefansson Strait hinein.
Der australische Polarforscher Hubert Wilkins fotografierte es am 20. Dezember 1928 und am 21. Dezember 1935 aus der Luft. Beide dienten dem US-amerikanischen Kartographen W. L. G. Joerg im Jahr 1937 der Kartierung. Vermessungen und Luftaufnahmen erfolgten auch durch Teilnehmer der United States Antarctic Service Expedition (1939–1941). Letztere benannten das Kap nach dem australischen Polarforscher John Rymill (1905–1968), Leiter der British Graham Land Expedition (1934–1937).